# میانگران (نهاوند)
میانگران (نهاوند)، روستایی از توابع بخش مرکزی شهرستان نهاوند در استان همدان ایران است.این روستا از حوالی سال ۱۳۴۰ به بعد به همت برادران خدادی ایجاد شد و سپس با اضافه شدن طایفه حسن کاویار و زنگنه و بیات به یه قریه مستقل تبدیل شد . بیشتر اهالی این روستا اصالتا از ملایر و تویسرکان به این سرزمین کوچ کرده اند و طبیعتا گویش گفتاری انها با بومیان همجوار متفات است و به همین علت نسبت به همجواران مرد مان آرام تری دارد ، این روستا با وجود کوچک بودن به علت فلالیت خوب مردمانش آباد هست و روستاهای همجوار آن را کویت کوچک می نامند و اهالی خود روستا به آن میانگران زیبا میگویند.

## جمعیت
این روستا در دهستان طریق الاسلام قرار دارد و براساس سرشماری مرکز آمار ایران در سال ۱۳۹۵، جمعیت آن ۱۵۴ نفر (۴۷خانوار) بوده‌است.